# Grandview n.º 349
Grandview n.º 349 es un municipio rural canadiense situado en la provincia de Saskatchewan.

## Superficie
Grandview n.º 349 tiene una superficie de 709,49 km².

## Demografía
En 2021, tenía 230 habitantes, una densidad poblacional de 0,3 hab./km², y 120 viviendas.